# ستيف كينسر
ستيف كينسر (بالإنجليزية: Steve Kinser)‏ هو سائق سباق أمريكي، ولد في 2 يونيو 1954 في بلومنغتون في الولايات المتحدة.

## وصلات خارجية
- ستيف كينسر على موقع Racing-Reference.info (الإنجليزية)